# 第2集 (双峰)

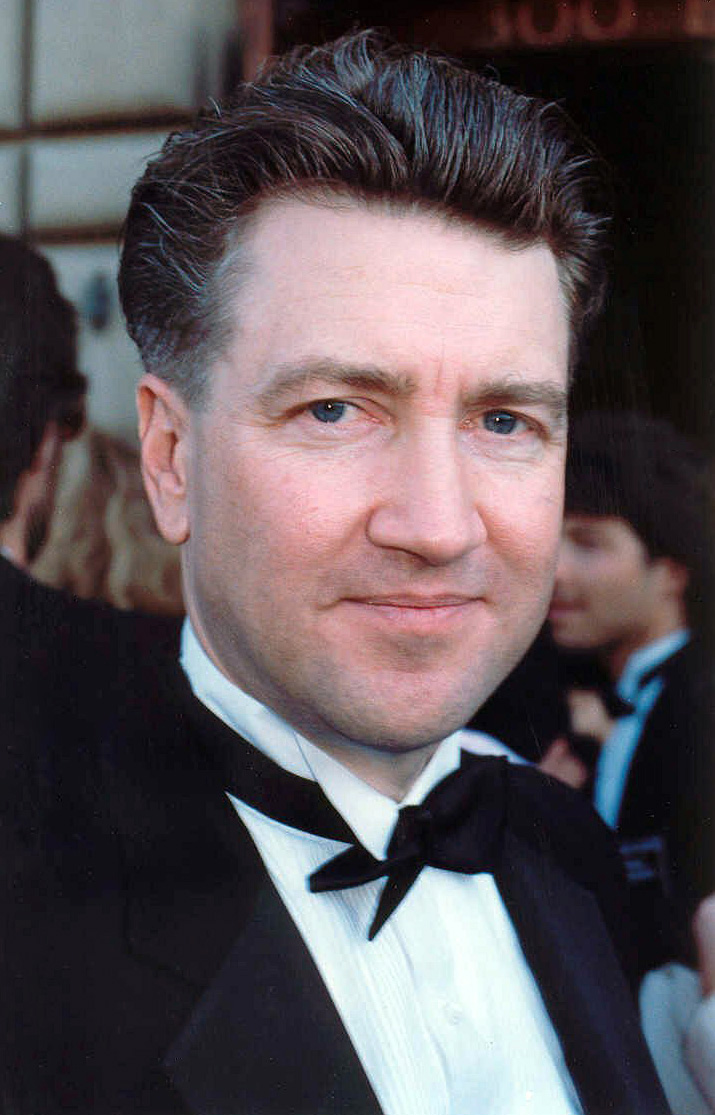
大卫·林奇（David Lynch)

“第2集”，也被称为“禅宗，亦或捉拿杀手的技巧”，是美国悬疑电视连续剧《双峰》第一季的第三集。这一集由连续剧作家大卫·林奇（David Lynch）和马克·弗罗斯特（Mark Forest）撰写，并由林奇执导。该集由常驻演员凯尔·麦克拉克兰（Kyle MacLachlan），迈克尔·安特基恩（Michael Ontkean），雷·怀斯（Ray Wise）和理查德·贝伊默（Richard Beymer）出演。此外，迈克尔·安德森（Michael J. Anderson）在该集中扮演“异乡人”，米格尔·费雷尔（Miguel Ferrer）扮演阿尔伯特·罗森菲尔德（Albert Rosenfield），大卫帕特里克·凯利（David Patrick Kelly）扮演杰里·霍恩（Jerry Horne）。 
《双峰》以调查女学生劳拉·帕尔默（Sheryl Lee饰）的谋杀案为主线，案件发生在华盛顿州一个叫做“双峰镇”的乡村小镇，该剧集以小镇的名字命名。在本集中，联邦调查局探员戴尔·库珀（MacLachlan饰）向杜里曼警长（Ontkean饰）和他的副手们介绍了一种独特的方法，以缩小犯罪嫌疑人的范围。与此同时，库珀愤世嫉俗的同事阿尔伯特·罗森菲尔德（Ferrer饰）来到了双峰镇。当晚，库珀做了一个奇怪的梦，梦里的线索使案件调查进入了一个新的阶段。 
“第2集”于1990年4月19日由美国广播公司（ABC）首次播出，播出时，美国有1920万家庭收看此节目，约占全国在线观众的百分之二十一。“第2集”自开播以来就广受好评，影视评论家将其称为“具有空前独创性的一集”。此后，数部电视连续剧受到该剧的影响，并不断加以效仿，却从未超越。从学术的角度来看，称其强调了启发法和先验的概念，同时也突出了剧中几个角色所透露出的性暗示。 

## 剧情

### 故事背景
故事背景设于一座虚构的小镇，小镇坐落于华盛顿，名为“双峰镇”。镇上，名为劳拉·帕尔默 (Sheryl Lee饰)的女学生被蓄意谋杀，而她的同学朗尼特·普斯基 (Phoebe Augustine饰)也遭遇同样的险境，只是侥幸逃脱。这件事震惊了镇上的居民。联邦调查局特工戴尔·库珀(凯尔·麦克拉克伦饰）来到镇上调查，初步认定作案人是帕尔默的男友鲍比·布里格斯(Dana Ashbrook饰)和她的出轨对象詹姆斯·赫尔利(James Marshall饰）。然而，小镇的居民也各有猜想，他们怀疑是有暴力倾向的毒贩子卡车司机里奥·约翰逊 (Eric Da Re饰)杀了帕尔默。

### 故事情节
霍恩一家——本(Richard Beymer饰),奥黛丽 (Sherilyn Fenn饰)和约翰尼 (Robert Bauer饰)正在吃晚餐时，本的兄弟杰瑞(David Patrick Kelly饰)结束度假，从巴黎回到双峰镇。兄弟俩一边在门外吃着乳酪黄油面包，本一边告诉杰瑞劳拉被杀的事，他们本快促成的交易也因此以失败告终。为了安慰杰瑞，兄弟二人决定去一家名叫“独眼杰克”的赌场兼妓院消遣一下，“独眼杰克”跨越加拿大–美国边境，在那里，兄弟俩抛硬币决定谁可以第一个带走那个新来的妓女，最后本胜出了。
鲍比·布里格斯和迈克·尼尔森(Gary Hershberger饰)开车去取偷藏在树林里的可卡因，却遭到里奥·约翰逊的偷袭，里奥向他们索要两人欠他的10000美元，还暗示说自己怀疑妻子雪莉(Mädchen Amick饰)出轨，就这样吓跑了两人。第二天，鲍比去雪莉家拜访时发现里奥家暴了她。
戴尔·库珀接到霍克(Michael Horse饰)的电话，说在罗内特·普拉斯基的病床上看到一个独臂男子。第二天早上，库珀召集了杜里曼警长 (Micheal Ontkean饰)，霍克和布伦南(Harry Goaz饰)警员和露西·莫兰(Kimmy Robertson饰)，在森林里的一片空地上给大家展示了他排除嫌疑人的独特方法。名单上每个嫌疑人的名字被叫出时，库珀都向放在60英尺6英寸（18.44米）外的瓶子扔一块石头。每当石头打中瓶子，他就认定这个人与案件有关。用这个方法，戴尔认为嫌疑人是里奥·约翰逊和精神病学家劳伦斯·雅各比(Russ Tamblyn饰)。稍后，戴尔邦调查局的同事艾伯特·罗森菲尔德(Miguel Ferrer饰)到达了双峰镇。杜里曼和库珀共同复盘已有的证据，两人发生争执。
詹姆斯·赫利和唐娜·海沃德(Lara Flynn Boyle饰)谈论着他们的新恋情，两人在唐娜的沙发上热吻。另一边，勒兰·帕尔默(Ray Wise饰)仍在哀悼劳拉的死亡。他拿着劳拉的照片，在客厅里一边跳舞，一边啜泣。他的妻子莎拉(Grace Zabriskie饰)忍无可忍，尖叫着要他停下，勒兰打碎了相框，割破了手。
夜晚，库珀在酒店房间里睡觉，他做了一个奇怪的梦。梦中，一个独臂男子自称麦克，另一个名为鲍伯的人发誓要"大开杀戒"。接着，库珀梦到自己身处一个挂着红色窗帘的房间。“异乡人”(Michael J. Anderson饰)和劳拉·帕尔默断断续续地对他说了一些奇怪的话，然后，劳拉俯下身子在他耳边低语。库珀醒后，立刻给哈利打电话，称自己已经知道凶手是谁。

## 主题
“第2集”中，特别是在森林中投掷石块的一幕，被认为是将剧中戴尔·库珀的角色引入精神层面进行演绎的场景，这也会在之后的“第16集”中继续阐述。 西蒙·里希斯在《大卫·林奇的哲学》一书中指出，解释先验的概念非常困难，而剧中红色房间的梦境就是一个很好的例子。里希斯写道，在这里，“虚幻的”梦中的红色房间代表着“我没有证据，但我相信直觉的存在”。 库珀采用一种启发式的方法，“有针对性地避免了常规的逻辑和线索型的演绎方式”。 而“双峰”的主角接受和采用这种直观的演绎方式，也使该剧“与分析哲学的自然主义趋势相悖而行”。 这种梦幻般的演绎方式是林奇的一大标志。正像格雷格·奥尔森在他的《美丽的黑暗》一书中所说，“一直以来，林奇总是首先将自己定位成一名艺术家，他是一个对精神领域十分着迷，并致力于表达自己的内心世界的人”。
这一集对于超现实主义的描绘也象征着“电视剧集对于社会现实主义的逃离”。 这一集特别运用了强烈的色彩暗示和不同寻常的拍摄角度。值得一提的是，为了突出勒兰·帕尔默的的人物性格，剧中运用棕色色调和低角度的镜头，在海伦·惠特莉（《哥特式电视》的作者）看来，这种手法制造了“一种恐怖气氛”，暗示观众他就是杀害自己女儿的凶手。 帕尔默抱着女儿照片跳舞的场景，被视为“一个久负盛名的婚姻隐喻”，一种“乱伦”，暗示了帕尔默过去的施虐行为。 作为本剧的主题，乱伦和暴力性行为在该集中反复出现，比如帕尔默后来谋杀以及被怀疑猥亵了他的侄女马迪，本杰明·霍恩在不知情的情况下与蒙着面的女儿在独眼杰克妓院乱伦，等等。

## 播出与反响
“第2集”于1990年4月19日首次在美国广播公司播出。 在美国，有1210万观众观看了该集的首播，占在线观众的21%，占全国观众总数的13.1%。 然而，这一数据相比“第1集”的收视率却有所下降，“第1集”播出时，观众多达1490万，占在线观众总数的27%。 该集播出后，一些观众对于剧中本和杰瑞·霍恩吃面包的场景所传达的性暗示表达了不满。
“第2集”的播出受到广泛好评。在《波士顿环球报》的撰文中，盖尔·考德威尔将林奇和弗罗斯特该集的剧本与20世纪中叶美国作家舍伍德·安德森、弗兰纳里·奥康纳和杜鲁门·卡波特的作品进行了比较，并称该剧本“挖掘了普通小镇下的恐惧和疯狂”。考德威尔还赞扬了林奇的导演才能，认为剧集中“令人紧张”的场景时长恰到好处，达到了最佳观赏效果。他还提到，“林奇一次次地不断探索和挑战陌生的领域”。 基思·菲普斯在影音俱乐部中将该集评为A级，称之为“有史以来最奇妙的电视剧体验之一”。他赞扬了这一集对黑色小屋的描绘，将梦境的场景称为“林奇所有作品中最令人不安的片段”，并称这种描述方法为“一种奇怪的全美国的（原文如此）超自然手法，看起来非常恐怖”。 同为影音俱乐部撰稿的作者诺埃尔·默里认为，该集“将影视领域带入了一个全新的境地”，高潮部分黑色小屋梦境的一幕是“‘双峰’全剧的标志性经典场景”。 美国网站Den of Geek的作者多尔巴·皮切诺评价这一集为“开创性的电视剧素材”，并指出剧中所运用的“以精神分析为根源的超现实主义意象”。
AllMovie数据库的作者安德里亚·莱瓦瑟将这一集评为4/5星，认为该集“令人难忘”，对剧情的发展“至关重要”，莱瓦瑟还称赞红屋梦境的场景令人“记忆犹新”。 为《华盛顿邮报》撰文的詹·查尼称该集为“整季中最精彩的一集”。查尼指出，梦境的经典场景为“双峰” 制造了“饮水机效应”，并启发了之后一系列电视剧，比如《黑道家族》和《迷失》“在收视率上冒一把险”。 《华盛顿邮报》的汤姆·沙尔斯将梦境一幕描述为“将男人和男孩分开的场景”，沙尔斯指出，这样的场景使观众的反应两极分化，忠实观众会被更加强烈地吸引，而有些观众则会望而却步。 然而，该场景和“第2集”整集也受到了一些负面评价。《波士顿环球报》的艾德·西格尔批评说，这一集让整部剧“失去了吸引力”。 西格尔还认为，“任何后极简主义或荒谬主义的初级学者都能创作出跳舞的矮人、独臂男子、超能侦探、变态杀手、候诊室的羊驼，以及乱伦和恋尸癖的场景”，他认为林奇过于依赖超现实主义的演绎方式实在是“黔驴技穷”。
1995年，《辛普森一家》效仿了该集的结局。在“谁杀了伯恩斯先生?”一集中，克兰西·维古姆和莉萨·辛普森取代了戴尔·库珀和“异乡人”的角色。此外，悉心重现的黑色小屋，毫无逻辑的话语和墙上不明的影子移动，都是对于“双峰”中经典场景的效仿。